# De Soto (Wisconsin)
De Soto ist eine Gemeinde (mit dem Status „Village“) im Vernon County und zu einem kleineren Teil im Crawford County im US-amerikanischen Bundesstaat Wisconsin. Im Jahr 2010 hatte De Soto 287 Einwohner.

## Geografie
De Soto liegt im Südwesten Wisconsins am Mississippi, der die Grenze zu Iowa bildet. Der Schnittpunkt der drei Bundesstaaten Minnesota, Iowa und Wisconsin befindet sich 9 km flussaufwärts im Norden. 
De Soto liegt in der Driftless Area genannten eiszeitlich geformten Region, die sich über das südöstliche Minnesota, das südwestliche Wisconsin, das nordöstliche Iowa und das äußerste nordwestliche Illinois erstreckt. Bei der letzten Eiszeit, der so genannten Wisconsin Glaciation, blieb die Region eisfrei, sodass sich die Flusstäler auch während dieser Zeit tiefer in das Plateau einschneiden konnten.
Die geografischen Koordinaten von De Soto sind 43°25′23″ nördlicher Breite und 91°11′56″ westlicher Länge. Das Gemeindegebiet erstreckt sich über eine Fläche von 3,47 km². 
Nachbarorte von De Soto sind Genoa (18 km nördlich flussaufwärts), Ferryville (11,8 km südöstlich flussabwärts) und Lansing in Iowa (9 km südlich am gegenüberliegenden Ufer des Mississippi).  
Die nächstgelegenen Großstädte sind Green Bay am Michigansee (365 km ostnordöstlich), Wisconsins größte Stadt Milwaukee (311 km östlich), Wisconsins Hauptstadt Madison (181 km ostsüdöstlich), Rockford in Illinois (286 km südöstlich), die Quad Cities in Illinois und Iowa (267 km südlich), Cedar Rapids in Iowa (212 km südsüdwestlich), Rochester in Minnesota (166 km nordwestlich) und die Twin Cities in Minnesota (280 km in der gleichen Richtung).

## Verkehr
Die Wisconsin State Highway 35, die den Wisconsin-Abschnitt der Great River Road bildet, führt als Hauptstraße durch De Soto. Im Zentrum des Ortes mündet von Osten der Wisconsin State Highway 82 ein. Alle weiteren Straßen sind untergeordnete Landstraßen, teils unbefestigte Fahrwege sowie innerörtliche Verbindungsstraßen.
Entlang des Mississippi verläuft eine Eisenbahnlinie der BNSF Railway.
Die nächsten Flughäfen sind der La Crosse Regional Airport (55,4 km nördlich), der Rochester International Airport in Rochester, Minnesota (165 km nordwestlich) und der Dane County Regional Airport in Madison (190 km ostsüdöstlich).

## Bevölkerung
Nach der Volkszählung im Jahr 2010 lebten in De Soto 287 Menschen in 129 Haushalten. Die Bevölkerungsdichte betrug 82,7 Einwohner pro Quadratkilometer. In den 129 Haushalten lebten statistisch je 2,22 Personen. 
Ethnisch betrachtet bestand die Bevölkerung mit einer Ausnahme nur aus Weißen.  
23,3 Prozent der Bevölkerung waren unter 18 Jahre alt, 60,0 Prozent waren zwischen 18 und 64 und 16,7 Prozent waren 65 Jahre oder älter. 48,8 Prozent der Bevölkerung war weiblich.
Das mittlere jährliche Einkommen eines Haushalts lag bei 42.750 USD. Das Pro-Kopf-Einkommen betrug 25.736 USD. 12,1 Prozent der Einwohner lebten unterhalb der Armutsgrenze.